# El Toyo

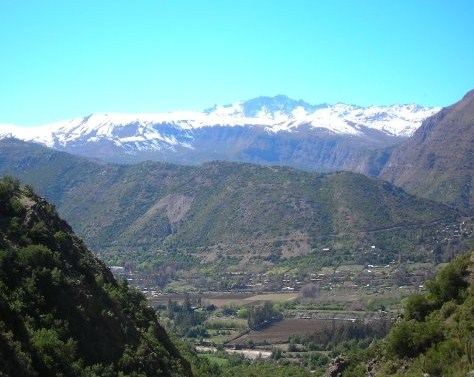
Vista al poblado de El Toyo

El Toyo, es una pequeña localidad cordillerana ubicada en el Valle del Cajón del Maipo a 1.020 metros sobre el nivel del mar y a 4 km de San José de Maipo.
En este sector se encuentra un puente homónimo que comunica la ruta G-25 (Camino Al Volcán) con la ruta G-421, que lleva a Pirque.